# Чирнхаус, Эренфрид Вальтер фон
Эренфрид Вальтер фон Чирнхаус (нем. Ehrenfried Walther von Tschirnhaus; 10 апреля 1651 — 11 октября 1708) — немецкий философ, математик, физик-экспериментатор, изобретатель. В некоторых русских источниках его называют Чирнгауз или Чирнгаузен. Иностранный член Парижской академии наук (1682).

## Биография и научная деятельность

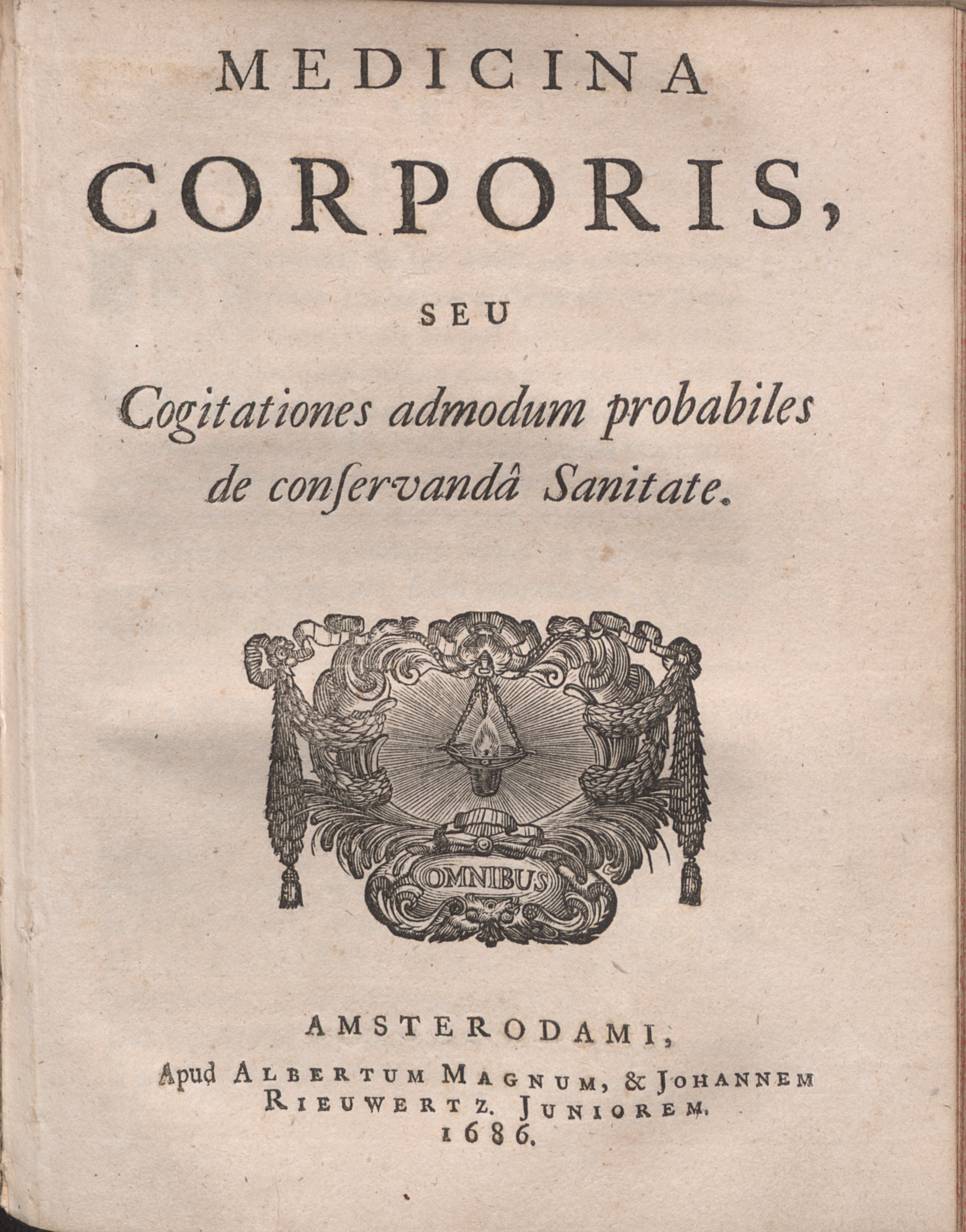
Medicina corporis, 1686

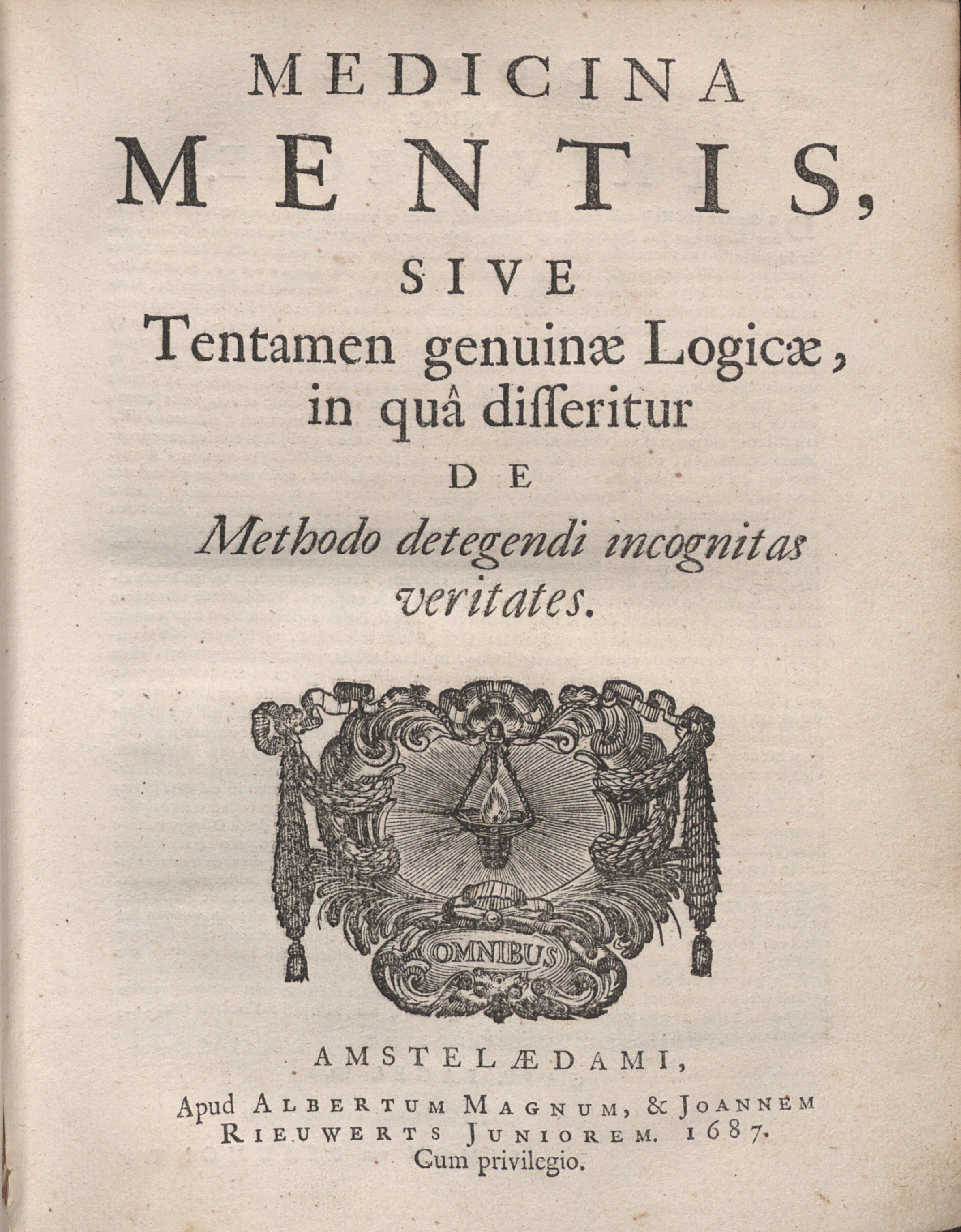
Medicina mentis, 1687

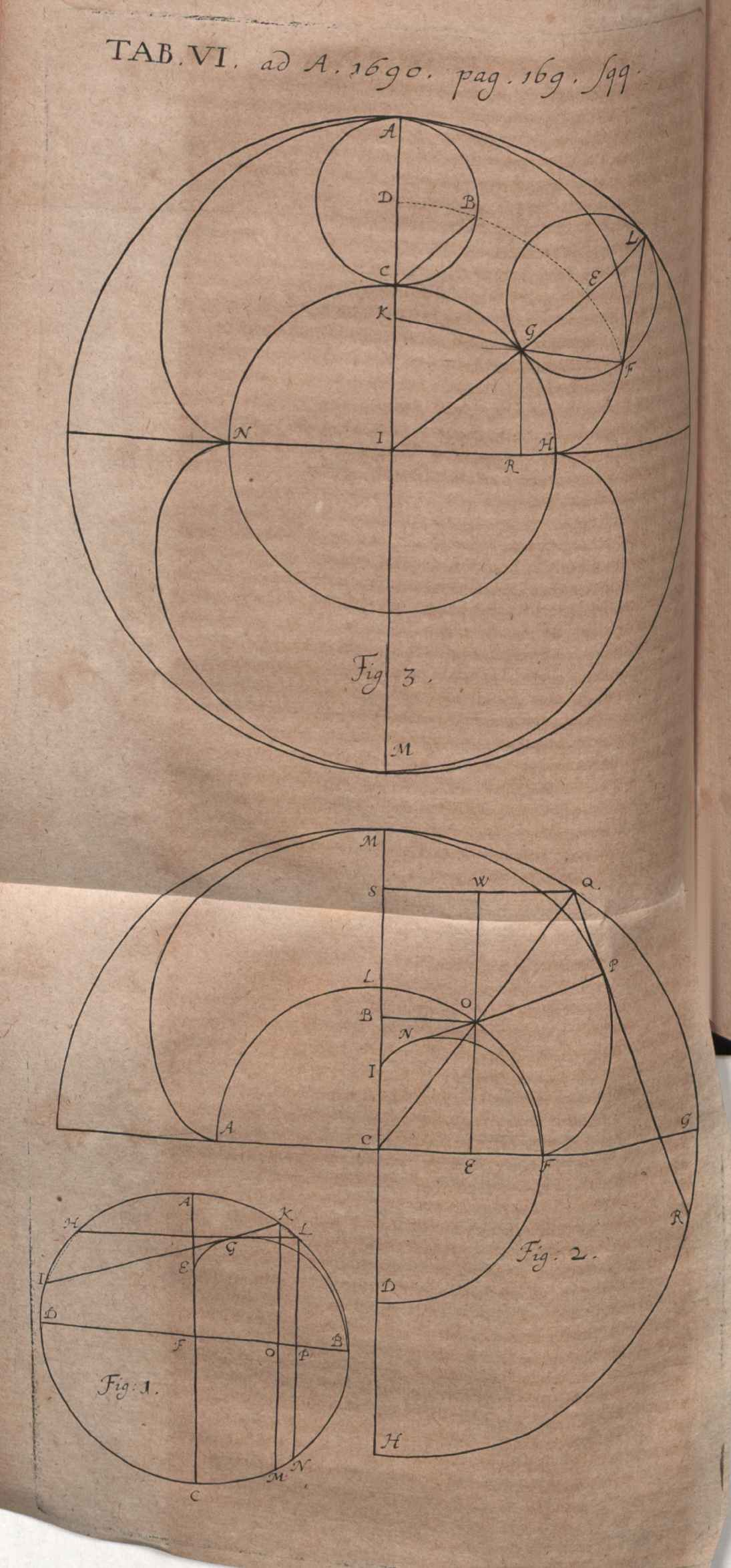
Acta Eruditorum, 1690

Первоначальное образование Чирнхаус получил на родине, в Лужицком крае, где род его принадлежал к местному старинному дворянству, некогда носившему фамилию Черноус. По призванию и наклонности к математическим наукам приехал в 1668 году в Лейден, для изучения математики и физики. Начавшаяся война между Голландией и Францией увлекла его на поле сражения. Он поступил волонтёром в голландскую армию, а по окончании войны предался изучению науки, побывал в Англии, где познакомился с Генри Ольденбургом, учёным секретарём Лондонского королевского общества.
Прибыв в 1675 году в Париж, он, по рекомендации Ольденбурга, познакомился там с Лейбницем, которому сообщил о своём первом исследовании по алгебре. Позднее, в 1683 году, это исследование было напечатано в «Acta eruditorum» под заглавием: «Methodus auferendi omnes terminos intermedios ex data equatione», то есть метод удаления всех промежуточных членов из данного алгебраического уравнения. Предполагается, что дано алгебраическое уравнение n-й степени с n+1 членами. При посредстве вспомогательного уравнения (n-1)-й степени, заключавшем в себе другую неизвестную величину, из этих двух уравнений составлялось новое уравнение, состоявшее только из двух членов: n-й степени введённой неизвестной величины и постоянного члена. Таким путём, чисто алгебраическим, автор полагал решить алгебраическое уравнение какой угодно степени. Применение этого метода к уравнениям 3-й и 4-й степени оказывалось удачным, но уже Лейбниц сомневался, чтобы таким образом можно было решить уравнение 5-й степени (см. Теорема Абеля о неразрешимости уравнений в радикалах).
В сочинении под заглавием: «Medicus mentis seu tentamen genuina logicae, in qua disseritur de methodo detegendi incognitas veritates» (Амстердам 1687 и Лейпциг, 1695), посвящённом логике и философии, автор рассматривает свойства кривых линий со многими фокусами, указывает способы вычерчивания этих кривых с помощью нитей и определяет направления касательных к этим прямым. Ему же принадлежат исследования свойств зажигательных (катакаустических) кривых, образуемых параллельными лучами, отражёнными от сферических вогнутых зеркал и от зеркал, меридиональное сечение которых есть циклоида. Метод Чирнхауса в теории алгебраических уравнений и его исследования о каустических кривых были отмечены Французской академией наук, которая приняла его в число иностранных членов.
После 1681 года Чирнхаус долго жил в Саксонии, где, при поддержке со стороны курфюрста, основал три стеклянных завода, изготовлявших оптические стёкла невиданных до того времени размеров. Самое большое вогнутое зеркало (из меди), им устроенное, имело 3 лейпцигских локтя в диаметре и 2 фута фокусного расстояния. Изготовлением и применением чрезвычайно больших фокусирующих зеркал и линз удалось проводить новаторские физические и химические опыты; например, итальянские физики Аверани и Тарджиони во Флоренции впервые доказали горючесть алмаза в 1694 и 1695 годах.

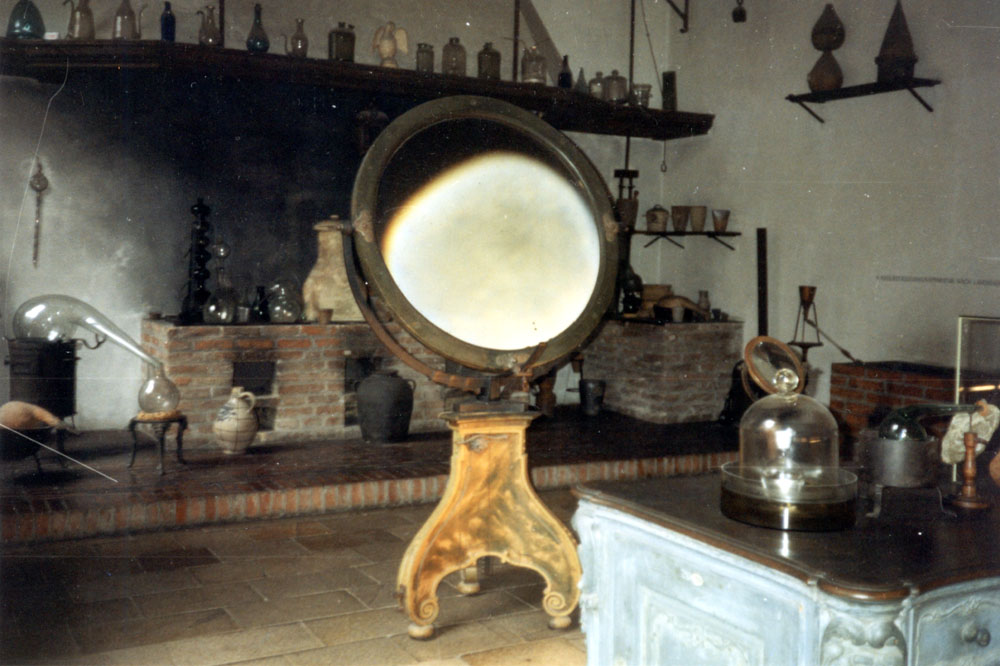
Зажигательное стекло Чирнхауса, Немецкий музей (Мюнхен).

В 1697 году Чирнхаус представил оригинальное решение задачи о брахистохроне.
Чирнхаус был изобретателем европейского белого фарфора, однако после его смерти в 1708 году лавры достались Иоганну Бёттгеру.

## Теория познания
В сочинении «Medicina mentis sive artis inveniendi praecepta generalia», вышедшем впервые в 1687 году, Чирнхаус желает дать ars inveniendi — искусство научного познания реальных вещей, а не только искусство сочетания слов. Основу всякого познания он видит, вместе с Декартом, в достоверности сознания, оправданной внутренним опытом, но внутренний опыт подтверждает ещё и то, что некоторые состояния нам приятны, а другие нет, что мы кое-что можем понять, а другое нет, наконец, что мы имеем восприятия и представления о внешних предметах. В этих фактах Чирнхаус видит основу познания вообще, основу морали, основу рационального и эмпирического познания в частности. Задача науки состоит в выведении частного из общего; следовательно, метод её — дедукция. Материал науки — понятия. Работа науки над понятиями выражается в трёх актах: так как материал науки — понятия ума, а не перцепции воображения, то первый акт состоит в правильном определении, второй — в выводе из определений аксиом, третий — в переходе от соединения определений к теоремам. Полученную таким путём систему знания Чирнхаус называет физикой или наукой о мире. «Под физикой я не разумею ничего иного, как науку о мире, которая доказана a priori — точным математическим методом, и a posteriori — очевиднейшими опытами, убеждающими воображение».
Теории индукции или опыта Чирнгауз не дал, но тем подробнее выяснил, что он разумеет под определением, аксиомой и теоремой. «Определение есть первое (основное) понятие вещи или первое, что понимается в вещи». Три особенности Чирнгауз отмечает в определении. Во-первых, определения зависят от нас; так, например, мы замечаем, что движение не может быть представлено без движущегося, движущееся — без протяжения; следовательно, протяжение есть то первое, ранее чего не может быть понято движение. Во-вторых, определение вещи заключает в себе и возникновение её. Кто имеет правильное определение круга или смеха, тот в этом определении имеет и самую вещь. Эта мысль находится в полном соответствии с духом рационализма XVII века, отождествлявшего causa и ratio, причину и основание. В-третьих, правильное определение исключает всякое сомнение в достоверности определяемой вещи. Чирнхаус даёт довольно подробные указания относительно образования определений и от них переходит к аксиомам. Аксиомами он называет истины, выведенные из определений; вследствие этого вопрос о том, принадлежит ли известное положение к числу аксиом, зависит исключительно от определений, путём которых мы достигаем правильных понятий. Ежели мы образовали ряд правильных определений, то для развития знания мы должны сочетать их между собой; таким образом возникают теоремы. То, что ранее принималось за самостоятельный элемент (natura), может оказаться элементом зависимым — и наоборот, может случиться, что из такого соединения возникнет новый элемент, или новая возможность, или новая истина. Истины, полученные таким путём, Чирнхаус называет теоремами. Из приведённого ясно, что «Medicina mentis» принадлежит к числу тех сочинений, которые имеют в виду подробнее установить логику и методологию рационалистической философии.